# Каравино
Каравѝно (на италиански: Caravino; на пиемонтски: Caravin, Каравин) е село и община в Метрополен град Торино, регион Пиемонт, Северна Италия. Разположено е на 257 m надморска височина. Към 1 януари 2021 г. населението на общината е 901 души, от които 38 са чужди граждани.
Известно е със Замъка на Мазино, разположен в подселището му Мазино на 2 км от историческия център.

## География, административно деление и население
Разположено е в североизточната част на Метрополен град Торино, в подножието на мореновите хълмове на Ла Сера ди Ивреа, простиращи между езерото Вивероне и река Дора Балтеа, в североизточната част на района на Канавезе. Има предимно хълмист релеф с малка равнинна площ.
Площта му е 1154 хектара, от които 290 се намират в подселището му Мазино, което е част от общината от 1929 г. насам.
Западно от него, на 2 км се намира Каналът на Ивреа, а на 6 км – река Дора Балтеа.
Великолепният район около селото е подходящ за разходки и екскурзии с велосипед или на кон. На територията на общината има известна школа за езда.
Каравино граничи със следните 7 общини: Вестиние, Косано Канавезе,  Сетимо Ротаро, Адзельо, Албиано д'Ивреа, Боргомазино и Страмбино.  Отстои на 42 км от Торино и на 95 км от Милано.

Има следните подселища (на итал. frazioni) и местности: Мазино – подселище и Валера – местност.
Към 1 януари 2021 г. населението на общината е 901 души, от които 38 чужди граждани, сред които преобладават тези на Румъния – 24 души. Български граждани липсват.

## Топоним
Името на селището се появява в гражданските актове за пръв път през 1024 г. под следните форми: Cadravinum, Cadravino, Caravinum, Carauino и Caravino. Съществуват три хипотези за произхода му: 1. от термина „cravino“ или „caprino“ – „козешки“, индикация за местното козевъдство 2. от car(r)a a vino – древна торинска мерна единица за съхранение на големи количества вино, съответстваща на 493,069 литра и 3. от Quadrata, Quadratinu(m), Quadratino, Cadravinu(m), Cadravino, Caravinu(m), Carauino, Caravino – намирайки се в географския център на тогавашните сили Маркграфство Ивреа, Маркграфство Торино и епархията на Верчели.
Името на подселището му Мазино вероятно идва от хипотетичния селскостопански имот на Maxini или от диалектното maisin (= блато, падина, поради блатата от преминаването на река Дора Балтеа) или от meisin (= средищна земя, подобно на топонима Riserva naturale del Meisino – резерват между Торино и Сан Мауро Торинезе).

## История

### Античност
Древният произход на Каравино се потвърждава от археологическите открития на множество инструменти и монети от римската епоха (3 век).

### Средновековие
За пръв път се споменава в документ от 1024 г., когато някой си Кателм преотстъпва имотите си в Cadravinum на епископа на Аоста Брокард.
През 1070 г. се ражда Графство Мазино, закупено от граф Гвидо II от Помбия, племенник по права линия на Виберт († сл. 1014), брат на маркграфа на Ивреа и крал на Италия Ардуин.
През 1165 г. в удостоверителен документ за пръв път се появява името на жител на Каравино: Ото де Мадио де Каравино. Епископът на Ивреа държи върховната юрисдикция над селището и го дава като феод на Маркграфа на Монферат, който го преостъпва на графовете на Мазино.
През 1209 г. граф Пиетро ди Мазино се заклева във вярност на Верчели. През целия 13 век се водят непрестанни войни между Ивреа и Верчели, както и между графовете на Канавезе, подстрекавани от маркграфовете на Монферат.
През 1248 г. императорът на Свещената Римска империя Фридрих II дава Канавезе на граф Томас II Савойски. През 1361 г. графовете на Мазино предостъпват на Савоя „половината от замъка и селището на Мазино и цяло Боргомазино, Вестиние и Косано, лоялността и почитта на Каравино“, а през 1387 г. полагат клетва за лоялност към тях. Така след три века се слага край на независимостта на най-богатия благороднически род на Канавезе и започва периодът на техните бунтове срещу графовете на Савоя (с подкрепата на маркграфовете на Монферат) и на клетвите за вярност към тях.
През 1392 г. Фачино Кане окупира Каравино, но не успява да завземе замъка на Мазино, който е в савойски ръце. През 1400 г. в битката при Каравино кондотиерът побеждава савойските войски и затвърждава хегемонията си над територията.
През 1444 г. графовете на Мазино, обеднели в дългите си борби срещу Савоя, са принудени да продадат Графство Мазино. Така започва втората династия на графовете на Мазино с графовете Валперга ди Мазино в лицето на Джакомо I Валперга.
През 1480 г. в Голямата зала на замъка на Мазино са подписани Уставите, предоставени от графа на поданиците му.

### Ново време
През 1504 г. испанците заемат основните крепости на Пиемонт, а през 1534 г. френските войски нахлуват в Канавезе. Мирът идва през 1559 г. с подписването на Договора от Като-Камбрези.
През 1578 г. Свети Карл Боромей, архиепископ на Милано, гостува в замъка на Мазино по време на пътуването си до Торино, за да почете Светата плащаница.
През 1626 г. чума поразява Каравино, с което изчезват цели семейства.
През 17 век се водят поредица войни между испанците и Савоя, а началото на 18 век е поле на нови конфликти между Франция и Савойското херцогство.
През 1730 г. Джакомо Антонио Еузебиети отива в Торино от името на общността на Каравино за клетва за вярност и почит към крал Карл Емануил III Савойски.
През 1770 – 1775 г. на улиците на Каравино е поставена пътна настилка.
През 1800 г. Наполеоновата военна окупация превръща Каравино в столица на кантон и в правосъдно седалище на Департамент Дора. През 1814 г. в Париж е провъзгласено възстановяването на Савойската монархия. След падането на Наполеон I пренаселеността става проблем: населението се увеличава постепенно от година на година, докато приходите от нивите и от малкото занаяти са непроменени. През 1830 г. настъпва глад. През 1848 г. в Каравино има 1842 жители само в 178 къщи, а в Мазино – 440 жители в 48 къщи.
От сред. на 19 век към основополагащото ядро на селището – Кастелацо, намиращо се в най-високата му част, са добавени пет кантона: Боскето, Казале, Сан Роко, Перозио и Карекио.
След 1880 г. започва емиграцията на майстори-зидари, които по време на карнавала носят спестяванията си у дома, позволявайки след 1930 г. икономическо възстановяване на селото. Прогресивното обезлюдяване води до това, че преди 1914 г. Каравино вече е село с не толкова млади и инициативни хора.
Основните връзки със съседните селища се гарантират от пътищата Каравино – Ивреа, някога премивана с конски впряг, и от Каравино – Страмбино, който не съществува до 1892 г., а вместо това се използва фериботът по река Дора Балтеа.
През 1927 г. Каравино влиза в новосъздадената Провинция Аоста.
През 1929 г. общините Каравино, Мазино и Косано се обединяват в община Мазино. През 1949 г. с Декрет n° 1072 на Президента на Републиката община Каравино връща старото си име, а Мазино се превръща в нейно подселище.
Възстановяването на Каравино започва едва през 1946 г. с прогресивното развитие на металообработващата индустрия в Ивреа и миграцията на хора от Венето през 50-те г., които купуват старите празни къщи и ги ремонтират. Освен това в средата на 50-те г. се правят инфраструктурни подобрения. Улиците са ремонтирани и удължавани няколко пъти през 1953 г. Първите светлини са монтирани на ъглите им през лятото на 1911 г., заменяйки старите маслени лампи, но истинското подобрение започва през 1954 г. Постоянният проблем с водоснабдяването е решен на 24 април 1958 г. с откриването на междуобщинския акведукт на Водния консорциум „Мазино“, благодарение на който селището започва нов живот: къщите са модернизирани, а баните и тоалетните не са вече лукс.

## Икономика
Земеделието има важна роля в местната икономика, като се произвеждат зърнени култури, пшеница, зеленчуци, фураж, грозде и други плодове. Част от населението отглежда говеда, свине, овце, кози, коне и птици. Индустрията се състои от малки компании предимно в следните сектори: храни, опаковки, дърво, металургия и строителство. Третичният сектор включва прилична търговска мрежа и от всякакви услуги, вкл. банкиране.

## Забележителности

### Градска архитектура

#### Замък на Мазино
Замъкът на Мазино ̈(Castello di Masino) e купен през 1000 г. от господарите на Мазино и след това през 15 век от графовете Валперга, замъкът претърпява множество разрушения, първо от Савоя, а след това през XVI и XVII век. Постоянно реконструиран, оригиналната му структура е модифицирана няколко пъти, докато през XVIII век братята Карл Франциск II и Томас не го превръщат в прекрасна резиденция с големи украсени зали, стенописи, богата и ценна библиотека. През XIX век паркът е преработен в английска градина. В параклиса се помещава урната с пепелта на Ардуин от Ивреа. От 1987 г. е собственост на Италианския фонд за околна среда (FAI) и е посещаем срещу входен билет. В залите има многобройни произведения на изкуството, мебели от XVII и XVIII век, колекция от карети, скъпоценни документи и скъпоценни стенописи; има и голям парк, обогатен с растения и цветя, павилиони, алеи и ложи. Енорийска църква „Св. Солутор“ (Chiesa parrocchiale di San Solutore)ː датата на изграждането ѝ е неясна. Тя е посветена на мъченика от Тиванския легион. Някои документи говорят за пасторски посещения на църквата в края на  XVI век.

#### Кастелацо
Кастелацо (Castellazzo) е триетажна постройка, която се намира в центъра на селото на мястото на древния укрепен заслон. Реставрирана е в периода 1874 – 1920 г. с поставянето на необичаен декоративен апарат: скулптури, бюстове, кариатиди, картини, барелефи и флорални фестони.

#### Кладенец на Валентино
Кладенецът (Pozzo del Valentino) е в подселище Мазино. Съвременник е на урбанистичните промени през 1730-те г. Дълбок е повече от 60 м. Друг подобен кладенец е този на гетото. Навремето недостигът на вода е бил проблем за всички селища. Още през 1710 г. граф Карл Франциск I Валперга ди Мазино купува терен за стоеж на нов кладенец. Районът, който е беден на водни източници, е бил осеян от малки кладенци за събиране на дъждовна вода. Граф Карл Франциск III и съпругата му Еуфразия карат да инсталират в новия парк обществена цистерна с вода, върху който обаче изграждат изкуствено езерце и са принудени от гражданите да създадат нови резервоари.
Парк на алпийските войски (Parco degli Alpini)ː посветен е на алпийските войски. В него има паметник на Падналите във войните, както и маси за пикник.

### Религиозна архитектура

#### Църква „Св. Солутор“
Църлвата (Chiesa di S. Solutore) е построена на неизвестна дата. Това е селска църква в края на селото. Вероятно е построена в един период с енорийската. През XVII век оригиналната постройка, която е в руини, е заменена с нова. От старата църква е взет камъкът, върху който според легендата е бил обезглавен мъченикът, както и стенопис – и двата понастоящем се намират под дървения олтар от началото на XVIII век.

#### Църква „Мадона на милосъдието“
Първият параклис е построен в края на XV век от общността, благодарна, че е получила Уставите от графовете Валперга ди Мазино. Той е съборен четири века по-късно и реконструиран в по-голям размер (Chiesa della Madonna della Misericordia). Отдадеността на жителите на Каравино на Мадоната е силно осезаема.

#### Църква „Св. Яков в Карпенето“
Църквата (Chiesa di S. Giacomo in Carpeneto) се намира в гората близо до селото. Тя е в примитивен романски стил и е била собственост на графовете Валперга ди Мазино. През Средновековието зависи от Санта Мария Маджоре на бенедиктинската цела във Вестиние, от своя страна зависеща от Абатство „Фрутуария“. Посвещението на Свети Яков може да означава, че това е спирка по поклоническия път до Сантяго де Компостела. Името Carpeneto или Carpaneto произлиза от габъровата гора, която я заобикаля. От 1988 г. църквата принадлежи на Италианския фонд за околна среда (FAI) и не е действаща. Съхранява ценен стенопис (140 на 145 см), приписван на Джакомино да Ивреа и датиращ от 1465 г., изобразяващ Свети Яков при представянето на Хенриело на Богородица, която, седнала на трон, държи Младенеца в ръце. Това е единствената почти пълна творба на известния художник на стенописи от Канавезе.

#### Църква „Св. Рох“
Църквата (Chiesa di San Rosso) се намира в подселище Мазино. Тя е в бароков стил и е необичайно обърната на север. Има малки сакристия и камбанария. Вероятно е построена след чумата от 1631 – 1632 г. Оригиналната икона на Св. Рох, маслено платно от XVII век, е открита през 1990 г. по време на реставрация, скрита зад по-късна живопис.

#### Стенопис на ул. „Казале“
Най-старият и най-ценен в художествено отношение стенопис от всичките в селото. Изобразява душите в Чистилището, което е пояснено от надписа отдолу: „Молете се за душите на умрелите“.

## Събития
- Исторически карнавал на Каравино – януари-февруари с главни действащи лица Генералът и Кастеланката
- Изложба „Три дни за градината“ ('Tre giorni per il giardino') – май в Замъка в Мазино
- Пролетен панаир на Св. Марк – април
- Патронен празник на Св. Яков – последна неделя на юли
- Летен панаир на Св. Анна – юли
- Мадона ди Буцо – 15 август в параклиса „Мадоната на милосърдието“, където се извършва традиционното омагьосване на дарените предмети след Светата литургия
- Сан Роко – 16 август в църквата „Св. Рох“, с последен благотворителен търг след вечернята
- Есенен панаир – ноември.

## Култура

### Образование
- Една държавна детска градина
- Едно държавно начално училище (от 1-ви до 5-и клас вкл.)
- Средните училища от първа степен (от 6-и до 8-и клас вкл.) са в село Вестиние, градчето Страмбино, село Пивероне и градчето Борго д'Але, а тези от втора степен (от 9-и до 11-и или 12 клас вкл.) са в град Ивреа

### Музеи, театри, библиотеки и културни центрове
- Библиотека „Валперга ди Мазини е ди Калузо“ – ок. 25 хил. томове и брошури, инкунабули, издания от 16, 17, 18 и 19 век
- Библиотека на Замъка на Мазино, под ръководството на Италианския фонд за околна среда (FAI)
- Екологичен музей „Отпечатъкът на ледника“ – в стария Общински палат на Мазино: снимки, карти, видеоматериали, информационни табла, посветени на геологичните и натуралистичните характеристики на Мореновия амфитеатър на Ивреа
- Музей на каретите – в конюшните на Замъка на Мазино
- Театри и кина – в град Ивреа, на 9,6 км.

### Религиозни центрове
- Католическа енорийска църква „Св. Солутор“
- Католическа църква „Св. Яков в Карпентеро“
- Католическа църква „Мадоната на милосърдието“
- Католическа църква „Св. Солутор“
- Католическа църква „Св. мъченик Лаврентий“, в подселище Мазино
- Католическа църква „Св. Рох“, в подселище Мазино

## Спорт
- Спортна асоциация „Каравино калчо“ (Associazione Sportiva Caravino Calcio)
- Асоциация на алпийските войски (Associazione Gruppo Alpini)

## Транспорт
- Летище Милано Малпенса за международни и междуконтинентални полети е на 88 км, а летище Торино Казеле за вътрешни и международни полети – на 52 км.
- ЖП гара – в градчето Страмбино, по линията Кивасо-Аоста, на 7 км
- Пристанище: в Генуа, на 169 км
- Автобусен транспорт: GTT линия 151 Косано-Каравино-Ивреа и линия 546 Албиано – Вестиние[10]
- Пътища: Първостепенен междуградски път SS n. 26 Вале д'Аоста – на 7 км и Автомагистрала А4/A5 Ивреа-Сантия, на 3 км през входа за достъп на Албиано д'Ивреа и Скарманьо